# Sistema d'informació geogràfica
Un sistema d'informació geogràfica (SIG, o GIS en el seu acrònim anglès) és un sistema informàtic capaç d'integrar, emmagatzemar, editar, analitzar, compartir i mostrar informació amb referències geogràfiques. De forma més genèrica, es tracta d'una eina a partir de la qual els usuaris poden fer consultes interactives (cerques definides per l'usuari), analitzar la informació espacial, i editar-ne les dades.
Qualsevol objecte d'un SIG està descrit fonamentalment per:
- La seva localització absoluta sobre la superfície terrestre, per mitjà d'unes coordenades geogràfiques
- La descripció de la seva posició i forma geomètrica en dues o tres dimensions
- Informació alfanumèrica que el qualifica i classifica
- Per les relacions espacials amb els altres elements

Els sistemes d'informació geogràfica poden utilitzar-se en la recerca, la gestió de recursos, la planificació de despeses, l'avaluació d'impacte ambiental, els plans de desenvolupament, la cartografia o la planificació de rutes. Per exemple, pot permetre el càlcul dels temps de resposta en cas d'emergència a conseqüència d'un desastre natural, o bé per a detectar espais que calgui protegir de la contaminació.
Un sistema d'informació geogràfica pot convertir informació digital, que no es troba en forma de mapa, de manera que pugui ser tractada i visualitzada de forma integrada. Per exemple, pot integrar imatges de satèl·lit obtingudes per teledetecció que incloguin informació sobre poblacions o la vegetació d'una regió.

## El model vectorial
El model vectorial és una estructura de dades que s'utilitza per a emmagatzemar dades geogràfiques. Les dades vectorials consten d'arcs definits pels seus punts inicials i finals i punts on es creuen diferents arcs. Les entitats queden determinades pels seus límits i segments. Tot l'espai restant no és considerat.
En un SIg vectorial els objectes geogràfics es representen explícitament i associats a aquest s'emmagatzemen els valors temàtics. Normalment la base de dades és doble, un component per a la informació espacial i d'altre per a la informació gràfica. Les dues bases de dades queden relacionades per l'identificador únic de cada element que permet la connexió entre ambdues bases de dades.
Existeixen diferents estructures per desar les dades vectorials
- Llista de coordenades
- Diccionari de vèrtex
- Fitxers DIME
- Arc/nus

## El model raster
El model raster és un mètode d'emmagatzemar, processar i visualitzar la informació geogràfica. La superfície a representar es divideix en files i columnes formant una malla regular. Cada cel·la emmagatzema la seva localització i el seu valor temàtic. Les estructures raster no emmagatzemen de forma explícita la topologia.
El model raster discretitza la realitat contínua en unitats de dimensions concretes. Aquest fet el fa especialment indicat per a certes operacions espacials com la superposició de mapes. El desavantatge principal de les estructures raster és la mida d'emmagatzematge que empren.

## Aplicacions dels SIGs
- Cadastre
- Agronomia
- Control d'ús de parcel·les agrícoles
- Planejació urbana i territorial
- Medi ambient
- Comerç
- Sanitat
- Infraestructura de serveis
- Ciències socials
- Ciències de la terra

## SIG d'escriptori
Un Sig d'escriptori és una aplicació informàtica que permet la gestió, adquisició i tractament d'informació SIG. Tradicionalment els SIG s'han dividit en SIG raster i vectorial segons el format de la informació que tracten. El desenvolupament de programari SIG funcional i utilitzable és molt car, encara que avui en dia existeixen bons programes SIG baix llicència GNU, alguns d'ells es mostren en la llista inferior. En el món del programari privat la principal eina SIG és ArcGIS de ESRI.
- ArcGIS
- Gvsig
- Kosmo
- Qgis
- Jump
- Udig
- Geovisor
- MiraMon
- SIGPAC, visor SIG de parcel·les agrícoles.